# PM Wz 63

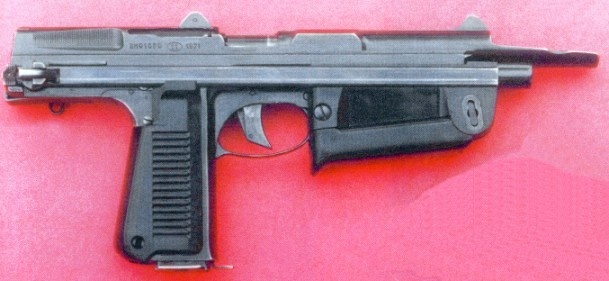
Le PM wz. 63

 Conçu par Piotr Wilniewczyc, Le Pistolet Maszynowy wz. 63 (Pistolet mitrailleur modèle 1963) constituait l'arme de dotation des commandos, des tankistes, des policiers et des membres des services de sécurité polonais à partir de 1963. Sa destination militaire première lui valut le surnom de RAK (acronyme polonais pour Arme Automatique des commandos). Au cours des années 1980, il fut remplacé dans ces rôles par le PM-84/84P.

## Présentation
Il se présente sous la forme d'un grand pistolet entièrement en acier  et peut être tiré d'une seule main comme un autre pistolet. Son armement s'effectue ainsi par une manœuvre manuelle de la culasse. D'autre part, le PM-63 a une crosse métallique  et une poignée antérieure en plastique repliables. Fonctionnant grâce à une culasse non calée, cette arme automatique tire au coup par coup ou en rafale selon la pression exercée sur la queue de détente. Ses organes de visée sont constitués d'une hausse basculante en L (75/150 m) et d'un guidon à lame protégés par des oreilles. La fenêtre d'éjection est à droite. Le levier de sécurité se trouve à gauche légèrement en arrière des plaquettes de crosse (en plastique strié). On notera un très étonnant système d'armement « à une main » : au lieu de tirer la culasse avec la main faible comme sur tout autre pistolet automatique, on peut simplement appuyer l'avant de l'arme sur une surface dure : une extension de la culasse vers l'avant permet ce type d'armement pour garder la main faible libre, par exemple lorsqu'on est à cheval et qu'on doit tenir les rênes (les armes polonaises présentent beaucoup de systèmes de ce genre, les pistolets Radom Vis 35 avaient eux aussi un armement « à une main », bien que différent de celui du PM 63).
L'extension de la culasse vers l'avant possède également 2 autres fonctions à savoir : un compensateur pour limiter le relèvement de l'arme lors du tir ainsi qu'une protection pour le tireur lorsqu'il positionne sa main faible en tenant la poignée avant de l'arme lors du tir.
Une excroissance d'une des lèvres du chargeur fait également office d'éjecteur pour la douille utilisée lors du recul de la culasse.

## Production et diffusion
Dix mille PM 63 furent construits avec soin par l'usine ZM Lucznik de Radom entre 1964 et 1980. Il en existe une copie chinoise sans licence exportée sous le nom de Norinco Type 82. En dehors de la Pologne, le PM-63 est en service à Cuba, RDA et en Chine. Il fut utilisé notamment lors de la Guerre sino-vietnamienne. Il est tristement connu en France pour son utilisation au cours de la Fusillade de la rue des Rosiers

## Apparitions dans la fiction
Rare en Occident, le PM 1963 est pourtant visible dans Rambo 3 , Lupin III : Une femme nommée Fujiko Mine  et Black Lagoon. Il est également présent dans le jeu Call of Duty : Black Ops.

## Données numériques
- Munition : 	9 mm Makarov
- Chargeur : 	15 ou 25 cartouches
- Longueur (crosse repliée) : 	33,3 cm
- Longueur (crosse dépliée) : 	58,3 cm
- Canon : 	15 cm
- Masse
  - de l'arme vide : 1,6 kg
  - de l'arme chargée (15 cartouches) : 1,85 kg
  - de l'arme chargée (25 cartouches) : 2,05 kg
- Cadence de tir
  - théorique : 650 coups par minute
  - pratique en coup en coup : 35 coups par minute
  - pratique en rafale courte : 50 coups par minute
  - pratique en rafale longue : 120 coups par minute

## Sources
- Lech Alexandrowicz, « Le Pistolet mitrailleur polonais WZ 63 », Gazette des Armes n° 76, Novembre 1979
- Raymond Caranta, Les Pistolets à Grande Puissance de feu, Chapitre "les hybrides", Crépin Leblond, 1985